# برايس باتلر
برايس باتلر (بالإنجليزية: Brice Butler)‏ هو لاعب كرة قدم أمريكية أمريكي، ولد في 29 يناير 1990 في نوركروس في الولايات المتحدة.

## وصلات خارجية
- برايس باتلر على موقع مرجع كرة القدم المحترفة.كوم (الإنجليزية)
- برايس باتلر على موقع كلية كرة القدم في سبورتس رفرنس.كوم (الإنجليزية)